# Un garçon et un prêtre
 (avril 2022).
La mise en forme du texte ne suit pas les recommandations de Wikipédia : il faut le « wikifier ».
Les points d'amélioration suivants sont les cas les plus fréquents. Le détail des points à revoir est peut-être précisé sur la page de discussion.
- Les titres sont pré-formatés par le logiciel. Ils ne sont ni en capitales, ni en gras.
- Le texte ne doit pas être écrit en capitales (les noms de famille non plus), ni en gras, ni en italique, ni en « petit »…
- Le gras n'est utilisé que pour surligner le titre de l'article dans l'introduction, une seule fois.
- L'italique est rarement utilisé : mots en langue étrangère, titres d'œuvres, noms de bateaux, etc.
- Les citations ne sont pas en italique mais en corps de texte normal. Elles sont entourées par des guillemets français : « et ».
- Les listes à puces sont à éviter, des paragraphes rédigés étant largement préférés. Les tableaux sont à réserver à la présentation de données structurées (résultats, etc.).
- Les appels de note de bas de page (petits chiffres en exposant, introduits par l'outil «  Source ») sont à placer entre la fin de phrase et le point final[comme ça].
- Les liens internes (vers d'autres articles de Wikipédia) sont à choisir avec parcimonie. Créez des liens vers des articles approfondissant le sujet. Les termes génériques sans rapport avec le sujet sont à éviter, ainsi que les répétitions de liens vers un même terme.
- Les liens externes sont à placer uniquement dans une section « Liens externes », à la fin de l'article. Ces liens sont à choisir avec parcimonie suivant les règles définies. Si un lien sert de source à l'article, son insertion dans le texte est à faire par les notes de bas de page.
- La présentation des références doit suivre les conventions bibliographiques. Il est recommandé d'utiliser les modèles {{Ouvrage}}, {{Chapitre}}, {{Article}}, {{Lien web}} et/ou {{Bibliographie}}. Le mode d'édition visuel peut mettre en forme automatiquement les références.
- Insérer une infobox (cadre d'informations à droite) n'est pas obligatoire pour parachever la mise en page.

Pour une aide détaillée, merci de consulter Aide:Wikification.
Si vous pensez que ces points ont été résolus, vous pouvez retirer ce bandeau et améliorer la mise en forme d'un autre article.
Un garçon et un prêtre est le deuxième épisode de la vingt-deuxième saison de la série télévisée d'animation américaine South Park. Le 289e épisode en tout de la série, il a été diffusé sur Comedy Central aux États-Unis le 3 octobre 2018.
L'épisode fait référence aux cas d'abus sexuels de l'Église catholique, qui ont déjà été abordés dans Les cathos, c'est chaud.

## Synopsis
Alors que les familles de South Park se réunissent à l'église le dimanche, Stan Marsh se demande pourquoi il doit y aller chaque semaine. Ses parents, Randy et Sharon, l'exhortent sur l'importance du rituel et disent qu'ils se sentent toujours mieux après chaque service. À l'église, le père Maxi a du mal à prononcer son sermon au milieu de toutes les interruptions constantes des membres de la congrégation qui font des blagues concernant les cas d'abus sexuels dans l'Église catholique. Butters Stotch tente de consoler Maxi, lui racontant comment il avait été ridiculisé à l'école, mais jouit maintenant d'une plus grande popularité. L'encourageant à ne pas donner à ses bourreaux la satisfaction de se recroqueviller dans la honte, il invite Maxi à une soirée jeux de société avec ses amis chez Stan, mais l'apparition de Maxi là-bas suscite plus de ridicule de la part de Randy, qui trouve la scène d'un prêtre catholique assis avec cinq garçons digne d'une photo sur les réseaux sociaux. Lorsqu'un Maxi embarrassé part, Butters le poursuit, pour lui dire qu'il était lui-même autrefois comme le père Maxi, Butters l'implore de ne pas se laisser intimider par la cruauté des autres et d'être simplement lui-même.
En conséquence, Maxi passe plus de temps à socialiser avec Butters et néglige ses devoirs, au point que les fidèles trouvent les portes de l'église verrouillées le dimanche suivant. Lorsque M. Mackey alerte l'archidiocèse de Denver qu'"un autre" prêtre a disparu de sa paroisse, le diocèse envoie une équipe de nettoyage composée de responsables de l'église ordonnés pour nettoyer à fond l'église de South Park, la maison de Stan et tout autre endroit où le père Maxi a été, afin d'éliminer les traces de pédophilie, en particulier le sperme. Lors de la fête d'anniversaire de Clyde Donovan à une patinoire, Butters amène Maxi, à la grande colère de Clyde, qui ne veut pas de prêtre à sa fête. Un Maxi démoralisé part avec Butters, et lui avoue plus tard qu'il y a quelque temps, il a appris l'étendue du problème des abus sexuels de l'Église catholique, et que c'était pire qu'on ne le pensait (comme on le voit dans l'épisode Les cathos, c'est chaud). Lorsque l'équipe de nettoyage apparaît à la patinoire et apprend que Maxi était là avec Butters, ils kidnappent Stan et Clyde, et après avoir retrouvé Butters, ils le kidnappent également.
L'équipe de nettoyage emmène les trois garçons dans les bois, où ils ont déployé une surfaceuse à glace Zamboni modifiée pour nettoyer le sperme, ou "Kumboni". Le père Maxi traque et confronte l'équipe de nettoyage, leur disant de faire ce qu'ils veulent de lui, mais d'épargner les enfants. Surpris, l'évêque responsable dit qu'ils ne sont pas là pour le tuer, mais pour dissimuler ses crimes et lui délivrer un transfert aux Maldives, comme l'Église l'a toujours fait avec les prêtres accusés de pédophilie. Lorsqu'ils lui assurent que d'autres prêtres prendront sa place à South Park, le père Maxi utilise le Kumboni pour piétiner à mort l'équipe de nettoyage. Il retourne à son poste à l'église de South Park, prononçant ses sermons et endurant calmement les blagues continues aux dépens de l'Église.

## Accueil
Jesse Schedeen avec IGN a évalué l'épisode à 8,2 sur 10, résumant dans sa critique " South Park de cette semaine a offert une meilleure idée de la façon dont la nouvelle saison se distinguera. L'idée de regarder en arrière une décennie ou plus pour revisiter les épisodes classiques de South Park est définitivement attrayante, et j'espère que ce ne sera pas la dernière fois que nous verrons cette approche dans la saison 22." 
John Hugor avec The AV Club a noté l'épisode un B+ et a terminé sa critique en déclarant: "Cet épisode n'est pas un classique de tous les temps comme Les cathos, c'est chaud, mais tout comme l'épisode de la semaine dernière, il a traité un sujet sombre et difficile avec le mélange approprié d'irrévérence et d'empathie. Trey et Matt assument clairement leur rôle de commentateurs sociaux, et jusqu'à présent, les résultats ont été très gratifiants." 
L'épisode a été dénoncé par la Ligue catholique pour les droits religieux et civils. Cependant, la critique n'était pas de jeter l'Église catholique sous un jour négatif, mais de dépeindre les prêtres catholiques accusés d'inconduite comme agressant de jeunes enfants au lieu d'adolescents,.